# Eidsvolls plass

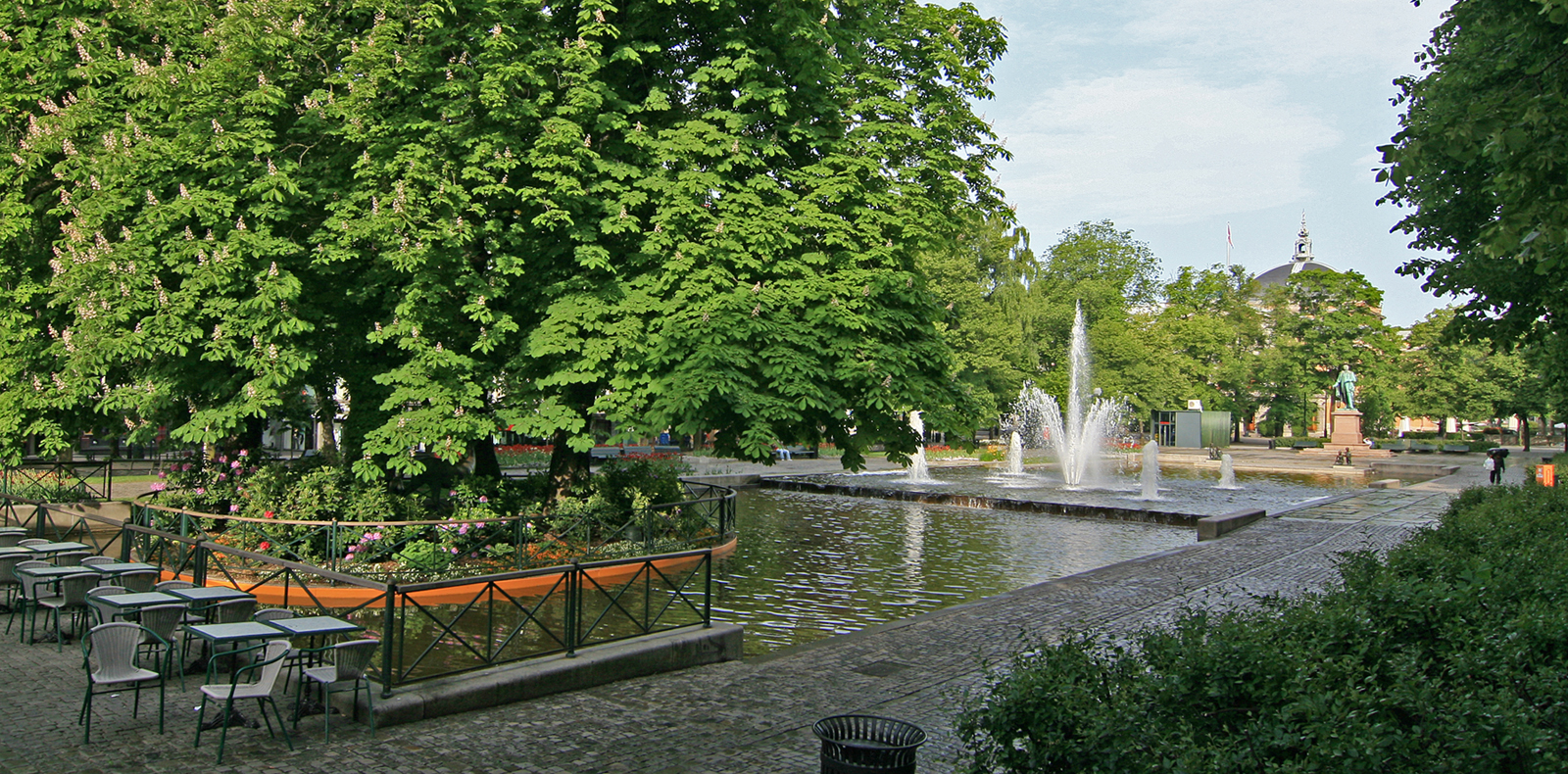
"Spikersuppa", en fontän på platsen.

Eidsvolls plass är ett torg och en park i centrala Oslo. Platsen ligger intill Karl Johans gate och Stortinget.